# Lotto-Belisol Ladies/2014
Deze pagina geeft een overzicht van Lotto-Belisol Ladies in 2014.

## Rensters
| Naam               | Geboortedatum | Nationaliteit       | Ploeg 2013                             |
| ------------------ | ------------- | ------------------- | -------------------------------------- |
| Isabelle Beckers   | 04-03-1983    | België              | Bigla Cycling Team                     |
| Amy Cure           | 31-12-1992    | Australië           | Jayco - AIS                            |
| Heidi Dalton       | 21-03-1995    | Zuid-Afrika         |                                        |
| Jolien D'Hoore     | 14-03-1990    | België              |                                        |
| Liesbet De Vocht   | 05-01-1979    | België              | Rabo Liv Giant                         |
| Lieselot Decroix   | 12-05-1987    | België              | CyclelivePLUS-Zannata                  |
| Chantal Hoffman    | 30-10-1987    | Luxemburg           | De Sprinters Malderen                  |
| Molly Meyvisch     | 27-10-1995    | België              | Neo                                    |
| Emma Pooley        | 03-10-1980    | Verenigd Koninkrijk | Bigla Cycling Team                     |
| Sarah Rijkes       | 02-04-1991    | Oostenrijk          | ARBÖ Radteam Vitalogic Niederösterreic |
| Marion Rousse      | 17-08-1991    | Frankrijk           |                                        |
| Isabelle Söderberg | 28-05-1989    | Zweden              | Cramo Go:Green                         |
| Celine Van Severen | 17-09-1993    | België              |                                        |
| Anisha Vekemans    | 17-08-1991    | België              | Topsport Vlaanderen - Biowaze          |
| Sara Verhaest      | 13-12-1995    | België              | Neo                                    |

2006 · 2007 · 2008 · 2009 · 2010 · 2011 · 2012 · 2013 · 2014 · 2015 · 2016 · 2017 · 2018 · 2019 · 2020 · 2021 · 2022 · 2023 · 2024